# セヴェルナヤ・ゼムリャ諸島
セヴェルナヤ・ゼムリャ諸島（セヴェルナヤ・ゼムリャしょとう、ロシア語: Северная Земля；ラテン文字表記: Severnaya Zemlya）は北極海に位置するロシア連邦領の諸島。総面積は約37,000km2。クラスノヤルスク地方に属する。セーヴェルナヤ・ゼムリャ、セーヴェルナヤ・ゼムリャーとも表記される。
遠隔地かつ北極圏内にあり、ロシアの中でもとりわけ厳しい環境にさらされるため、先住民や定住者は存在しない。ただし、諸島南端のボリシェヴィク島に極地観測用のプリマと呼ばれる基地が置かれており、ロシア政府により派遣される研究員が一時的に滞在し、基地での勤務にあたっている。

## 概略
北緯78度から81度、東経90度から106度の範囲に広がる島々で、十月革命島、ボリシェヴィク島、コムソモレツ島、ピオネール島の4つが主要な島である。南に幅約60kmのヴィリキツキー海峡を隔ててタイミル半島がある。西はカラ海、東はラプテフ海である。
地球上でもっとも新しく発見された諸島である。1913年4月にボリス・ヴィリキツキーによって発見され、ニコライ2世島と名づけられた時点では一つの大きな島であると考えられていたが、その後、より多くの島から成ることが徐々に明らかにされていった。1930年から1932年にかけてのゲオルギー・ウシャコフの調査で詳しく調査され、セヴェルナヤ・ゼムリャ（「北の地」の意）と命名された。そして、帝政ロシア時代の命名のうち、ロシア皇族にちなんでつけられた「ツェサレーヴィチ・アレクセイ島」の名は廃棄され（「小タイミル島」と改名）、そのほかの島はソ連に関連する事物にちなみ命名された。

## 構成する島々
- 十月革命島　14,204km2
- ボリシェヴィク島　11,206km2
- コムソモレツ島　8,812km2
- ピオネール島　1,527km2
- シュミット島　467km2
- 小タイミル島　232km2
- スタロカドムスコヴォ島 110km2

## 標準時
この地域は、クラスノヤルスク時間帯の標準時を使用している。時差はUTC+7時間で、夏時間はない（2011年3月までは標準時がUTC+7で夏時間がUTC+8、同年3月から2014年10月までは通年UTC+8であった）。
座標: 北緯79度30分00秒 東経97度44分56秒 / 北緯79.499968度 東経97.748795度